# Гидрогеологический массив
Гидрогеологический массив — один из типов гидрогеологических структур континентов, характеризующийся в большинстве случаев развитием безнапорных трещинных и трещинно-жильных вод в трещинных породах, а также в различных интрузивных образованиях дифференцированного состава и возраста. Данная структура также характеризуется положительными формами рельефа: выходами фундамента гидрогеологического бассейна на поверхность или нахождением лишь под небольшим слоем четвертичных отложений. Гидрогеологический массив является системой стока трещинных и трещинно-жильных вод и вод аллювиальных отложений.
Существует несколько типов гидрогеологических массивов в зависимости от слагающих эти массивы пород:
- сложенные интрузивными породами (индекс ГМ)
- сложенные метаморфическими породами (индекс ГМм)
- гидрогеологические адмассивы, сложенные карбонатными, вулканогенными или терригенными породами, образующими положительные формы рельефа при антиклинальной складчатости (индекс ГАМ)
- гидрогеологичские интермассивы, сложенные карбонатными, вулканогенными или терригенными породами, образующими положительные формы рельефа при синклинальной складчатости (индекс ГИМ)

Также отдельно можно выделить своеобразный тип гидрогеологического массива, названный адартезианским бассейном (индекс ААБ), для которого характерны отрицательные формы рельефа образованные смятыми в синклинальный складки слоистые осадочные отложения.